# Dordives
Dordives – miejscowość i gmina we Francji, w Regionie Centralnym, w departamencie Loiret.
Według danych na rok 1990 gminę zamieszkiwało 2388 osób, a gęstość zaludnienia wynosiła 157 osób/km² (wśród 1842 gmin Regionu Centralnego Dordives plasuje się na 154. miejscu pod względem liczby ludności, natomiast pod względem powierzchni na miejscu 876.).